# Desmond MacCarthy

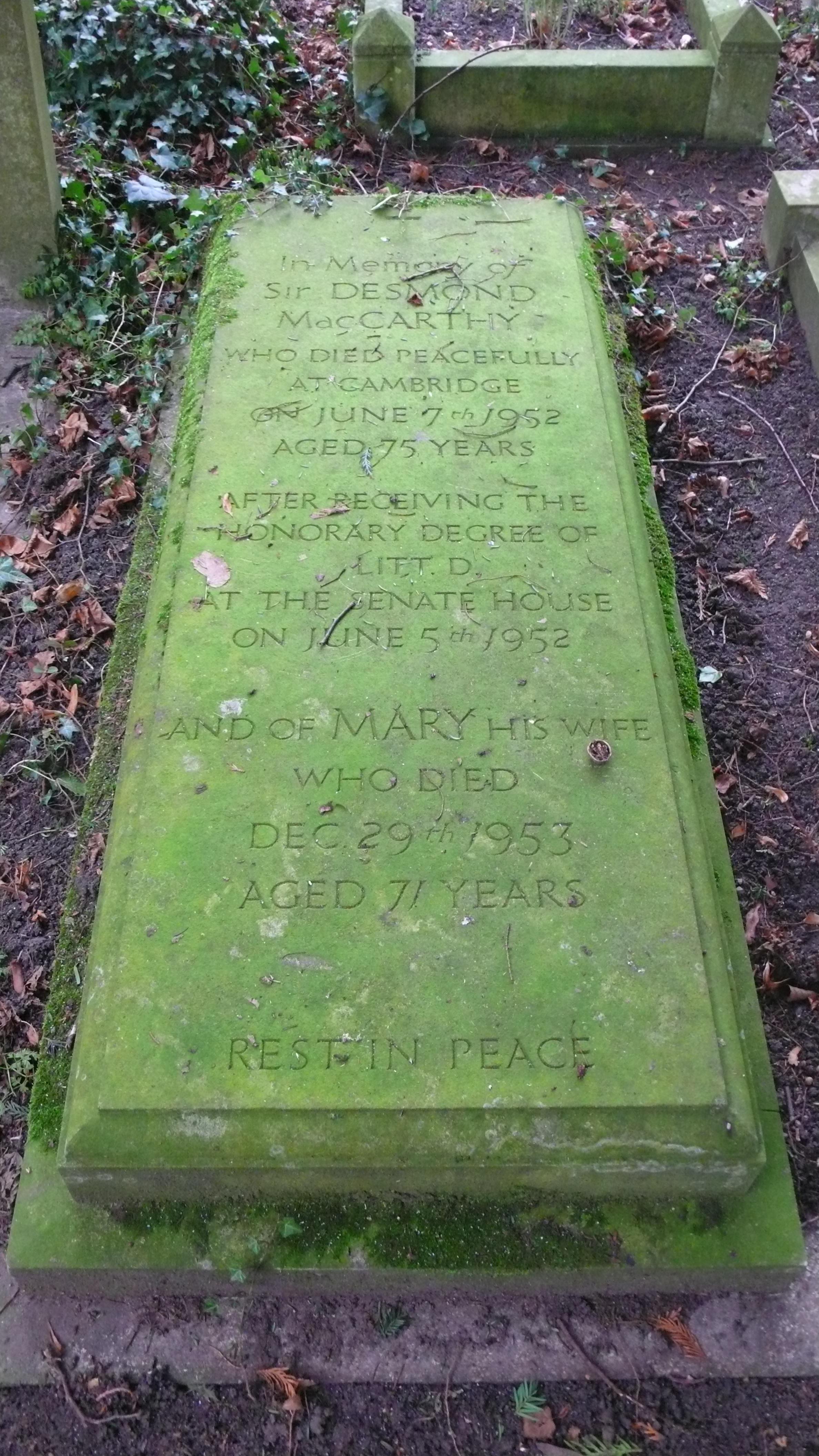
Sepultura de Desmond y Mary MacCarthy

Charles Otto Desmond MacCarthy (Plymouth, Devon, 20 de mayo de 1877-7 de junio de 1952) fue un periodista y crítico literario británico miembro de los Apóstoles de Cambridge, una sociedad secreta de intelectuales, desde 1896, y del más famoso Círculo de Bloomsbury.

## Biografía
Era hijo de Charles Desmond MacCarthy, M. A., y descendiente de los MacCarthy, antiguos reyes de Desmond. Se educó en el Colegio de Eton y en el Trinity College de Cambridge. En Cambridge conoció al escritor y biógrafo Lytton Strachey, a Bertrand Russell y a G. E. Moore.
Aunque a menudo se pensaba que era miembro del Grupo de Bloomsbury, MacCarthy gozaba de hecho de un círculo mucho más amplio de amigos. En 1903 se convirtió en periodista, con un éxito moderado, y durante parte de la Primera Guerra Mundial trabajó en la Inteligencia Naval. En 1917 se unió al New Statesman como crítico teatral y en 1920 se convirtió en su editor literario. Escribió una columna semanal bajo el seudónimo de "The Affable Hawk". Durante este tiempo reclutó a Cyril Connolly para su periódico. Pero ya en 1928 había perdido todo interés por el New Statesman, y se convirtió en el primer editor de Life and Letters. Otras publicaciones periódicas a las que se asoció fueron New Quarterly y Eye Witness. MacCarthy se convirtió en crítico literario del Sunday Times y publicó varios volúmenes que compilaban sus reseñas críticas. Escribió además un cuento de fantasmas, Pargiton y Harby, reimpreso en Fourth Fontana Book of Great Ghost Stories
En 1906 se casó con Mollie, hija de Francis Warre Warre-Cornish, que desde entonces se llamó Mary MacCarthy. Ella fue una figura literaria respetada por méritos propios. Su hermana Cecilia se casó con William Wordsworth Fisher y la hija de MacCarthy Rachel se casó con el historiador de la literatura lord David Cecil; su hijo fue el actor Jonathan Cecil. Está enterrado en la parroquia del cementerio de la Ascensión en Cambridge, con su esposa.

## Obras
- The Court Theatre (1907)
- Portraits (1931)
- Drama (1940)
- Shaw (1951)
- Memories (1953)
- Theatre (1955)